# Cryptopimpla alpivaga
Cryptopimpla alpivaga là một loài tò vò trong họ Ichneumonidae.